# Kolomak
Kolomak (en ukrainien et en russe : Коломак) est une commune urbaine de l'oblast de Kharkiv, en Ukraine, et le centre administratif du raïon de Kolomak. Sa population s'élevait à 3 074 habitants en 2013.

## Géographie
Kolomak est arrosée par la rivière homonyme Kolomak, un affluent de la Vorskla, dans laquelle elle se jette à Poltava. La Vorskla est un affluent de rive gauche du fleuve Dniepr. La commune de Kolomak se trouve à 62 km au nord-est de Poltava, à 68 km à l'ouest de Kharkiv et à 97 km au sud-est de Kiev.

## Histoire
La première mention de Kolomak remonte à l'année 1571. Elle a le statut de commune urbaine depuis 1959.

## Population
Recensements (*) ou estimations de la population :
| 1959* | 1970* | 1979* | 1989* | 2001* |
| ----- | ----- | ----- | ----- | ----- |
| 7 140 | 5 571 | 5 363 | 4 628 | 3 844 |

| 2009  | 2010  | 2011  | 2012  | 2013  |
| ----- | ----- | ----- | ----- | ----- |
| 3 358 | 3 303 | 3 258 | 3 163 | 3 074 |

## Transports
Kolomak se trouve à 85 km de Kharkiv par le chemin de fer et 90 km par la route.